# 梅林站 (廣島縣)
梅林站（日语：／ Bairineki */?）是位於廣島縣廣島市安佐南區八木三丁目，西日本旅客鐵道（JR西日本）的可部線車站。車站編號為JR-B11。
車站名稱取自曾經存在的「八木梅林」。

## 歷史
- 1910年（明治43年）12月25日 - 大日本軌道（日语：大日本軌道）廣島支社線古市橋站至太田川橋停留場（現時：上八木站）之間開通，梅林停留場啟用。當時是旅客車站。
- 1919年（大正8年）3月11日 - 大日本軌道廣島支社線轉議至可部軌道，成為可部軌道的車站。
- 1926年（大正15年）5月1日 - 可部軌道與廣島電氣合併，成為廣島電氣車站。
- 1931年（昭和6年）7月1日 - 廣島電氣線轉讓給廣濱鐵道，成為廣濱鐵道車站。
- 1935年（昭和10年）12月1日 - 升級至車站，成為梅林站。
- 1936年（昭和11年）9月1日 - 廣濱鐵道被國有化，成為國有鐵道可部線車站。
- 1984年（昭和59年）2月1日 - 結束行李起卸業務。
- 1987年（昭和62年）4月1日 - 伴隨國鐵分割民營化，車站由西日本旅客鐵道（JR西日本）營運。
- 1996年（平成8年）9月2日 - 加設於此站折返的列車班次。
- 2004年（平成16年）10月 - 櫃臺營業時間變更，只於平日營業。另外，日間部分時段休息[1]
- 2005年（平成17年）10月1日 - 4卡編成的列車靠近廣島的1卡會實施選擇性車門操作。
- 2007年（平成19年）
  - 7月25日 - 設置可支援ICOCA的簡易型自動閘機。
  - 9月1日 - 此站開始可以使用IC卡「ICOCA」。
- 2008年（平成20年）3月15日 - 4卡編成列車的選擇性車門操作解決。
- 2014年（平成26年） 8月20日 - 受到2014年8月日本暴雨（日语：平成26年8月豪雨）的影響，廣島市發生泥石流。綠井站至可部站之間於當天至8月31日之間暫停服務[2][3][4][5]。
- 2020年（令和2年）10月1日 - 成為無人車站。

## 車站構造
車站是一座地面車站，設有1面2線的島式月台。車站大樓位於路軌西邊靠近可部一方，月台與大樓之間設有站內平交道連接。
此站是由可部站管理的無人車站，設有簡易式自動閘機。在成為無人車站前，此站是業務委託車站，委托了JR西日本廣島Maintec負責車站業務。
車站可以使用ICOCA與其互相可以使用的IC卡。此站位於JR特定都區市內制度中，「廣島市內」的車站。

### 月台
| 月台 | 路線   | 上下行 | 方向           | 備註            |
| ---- | ------ | ------ | -------------- | --------------- |
| 1    | 可部線 | 上行   | 橫川、廣島方向 | 部分使用2號月台 |
| 2    | 可部線 | 下行   | 安藝龜山方向   |                 |

- 從此站出發的廣島方向列車會使用2號月台。

## 利用狀況
以下為各年度的使用人次。
| 年度               | 1日平均 乘車人次 | 年度總人次 | 定期票 人次 | 普通票 人次 |
| ------------------ | ---------------- | ---------- | ----------- | ----------- |
| 1968年（昭和43年） | 551.1            | 402,321    | 344,486     | 57,835      |
| 1969年（昭和44年） | 530.8            | 387,509    | 313,430     | 74,079      |
| 1970年（昭和45年） | 499.3            | 364,504    | 300,660     | 63,844      |
| 1971年（昭和46年） | 455.3            | 333,252    | 274,542     | 58,710      |
| 1972年（昭和47年） | 407.2            | 297,265    | 244,290     | 52,975      |
| 1973年（昭和48年） | 453.6            | 331,125    | 246,700     | 84,425      |
| 1974年（昭和49年） | 471.3            | 344,066    | 254,842     | 89,224      |
| 1975年（昭和50年） | 618.2            | 452,499    | 351,386     | 101,113     |
| 1976年（昭和51年） | 488.1            | 356,296    | 242,034     | 114,262     |
| 1977年（昭和52年） | 470.0            | 343,119    | 225,676     | 117,443     |
| 1978年（昭和53年） | 461.6            | 336,946    | 206,572     | 130,374     |

以上的1日平均乘車人次中，假設乘車和下車人次是相同，是以該年度總人次除以365（在閏年度，即1963、1967、1971和1975年度除以366），然後取捨至一位小數點。
| 年度                | 1日平均 乘車人次 |
| ------------------- | ---------------- |
| 1979年（昭和54年）  | 383              |
| 1980年（昭和55年）  | 375              |
| 1981年（昭和56年）  | 398              |
| 1982年（昭和57年）  | 405              |
| 1983年（昭和58年）  | 401              |
| 1984年（昭和59年）  | 396              |
| 1985年（昭和60年）  | 397              |
| 1986年（昭和61年）  | 423              |
| 1987年（昭和62年）  | 496              |
| 1988年（昭和63年）  | 639              |
| 1989年（平成 元年） | 540              |
| 1990年（平成02年）  | 631              |
| 1991年（平成03年）  | 939              |
| 1992年（平成04年）  | 956              |
| 1993年（平成05年）  | 932              |
| 1994年（平成06年）  | 911              |
| 1995年（平成07年）  | 939              |
| 1996年（平成08年）  | 997              |
| 1997年（平成09年）  | 1,011            |
| 1998年（平成10年）  | 1,087            |
| 1999年（平成11年）  | 1,130            |
| 2000年（平成12年）  | 1,150            |
| 2001年（平成13年）  | 1,065            |
| 2002年（平成14年）  | 1,080            |
| 2003年（平成15年）  | 1,123            |
| 2004年（平成16年）  | 1,157            |
| 2005年（平成17年）  | 1,160            |
| 2006年（平成18年）  | 1,166            |
| 2007年（平成19年）  | 1,247            |
| 2008年（平成20年）  | 1,228            |
| 2009年（平成21年）  | 1,259            |
| 2010年（平成22年）  | 1,211            |
| 2011年（平成23年）  | 1,216            |
| 2012年（平成24年）  | 1,211            |
| 2013年（平成25年）  | 1,173            |
| 2014年（平成26年）  | 1,138            |
| 2015年（平成27年）  | 1,204            |
| 2016年（平成28年）  | 1,263            |
| 2017年（平成29年）  | 1,316            |
| 2018年（平成30年）  | 1,306            |
| 2019年（令和元年）  | 1,327            |

乘車人次圖表

## 車站周邊
- 八木梅林巴士站（廣島電鐵（日语：広電バス）、廣島交通（日语：広島交通））
- 廣島市立城山北中學（日语：広島市立城山北中学校）
- 廣島市立城南中學（日语：広島市立城南中学校）
- 廣島市立梅林小學（日语：広島市立梅林小学校）
- 高瀨堰（日语：高瀬堰）
- 八木峠
- 八木郵局
- IZUMI（日语：イズミ）八木店
- 山田電機Teccland廣島八木店
- EDION（日语：エディオン）八木店
- 西村Joy（日语：西村ジョイ）、超級家居中心八木店
- Yellow Hat八木店
- 藝備線玖村站 - 東邊1公里處

## 相鄰車站
西日本旅客鐵道
可部線
七軒茶屋（JR-B10）－梅林（JR-B11）－上八木（JR-B12）

## 注腳
1. ↑  比較8/15和10/14的JR出行網資料
2. ↑  8月16日から続く大雨等による被害状況について（第６報）PDF （日語） - 國土交通省 災害情報，2014年8月20日 截至15:00
3. ↑  広島大規模土砂災害で可部線など不通 （页面存档备份，存于）（日語） - response 2014年8月20日
4. ↑   (新闻稿). 西日本旅客鉄道. 2014-08-22  [2021-05-29]. （原始内容存档于2021-06-03） （日语）.
5. ↑   (新闻稿). 西日本旅客鉄道. 2014-08-29  [2021-05-29]. （原始内容存档于2021-06-02） （日语）.
6. ↑  《廣島市統計書》
7. ↑  《廣島市勢要覧》

## 外部連結
- 梅林｜車站資訊：JR出門網 - 西日本旅客鐵道